# Пиетрагала
Пиетрага̀ла (на италиански: Pietragalla) е малко градче и община в Южна Италия, провинция Потенца, регион Базиликата. Разположено е на 834 m надморска височина. Населението на общината е 4210 души (към 2012 г.).